# Brémai muzsikusok (mese)

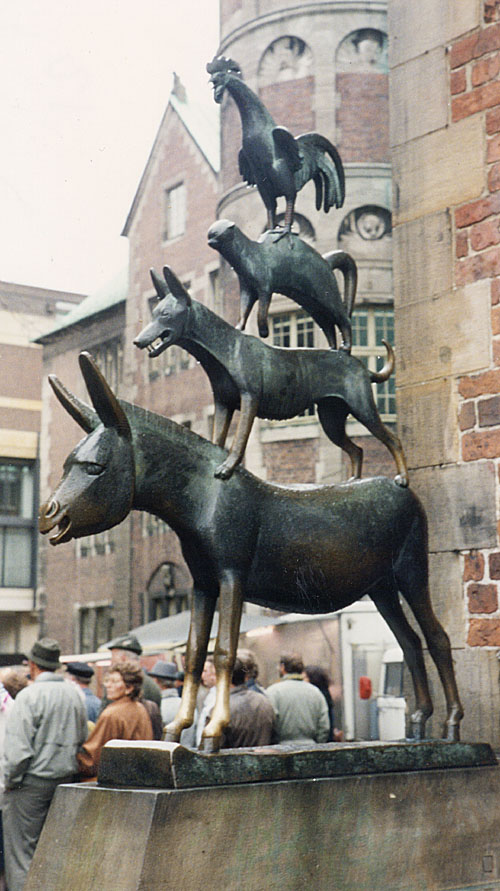
A brémai muzsikusok szobra Brémában.

A Brémai muzsikusok egy Grimm-mese. Szereplői gazdájuknál kegyvesztett, de kedves, a kicsik számára is jól ismert háziállatok és gonosz emberekből álló betyárbanda, akik más javaiból lakmároznak, dorbézolnak egy másoktól elorozott helyen. A négy állatot sorsközösségük köti össze. Mindannyian számkivettek, csak a jó szerencséjükben reménykedhetnek, mivel ilyen-olyan okokkal az ember meg akar szabadulni tőlük.

## Cselekmény
Az ereje fogytán levő, kiszolgált öreg szamár indítja a cselekményt, akit gazdája hasznavehetetlensége miatt halálra ítél. Útra kel, így akar megmenekülni a lisztes molnár általi agyoncsapástól. Muzsikusnak képzeli magát, így próbálván szerencsét, Brémába tartva. Csakhogy az út nagyon hosszú. Itt találkozik alkalmi barátaival, más számkivetettekkel.
Előbb egy elaggott vadászkutyával ismerkedik meg, aki az irháját menti. „Fogdmeg”, ez az eb neve, a szamár zenekarába invitálja, mondván a csacsi a lantot pengeti, a kutya meg majd dobol. A kiöregedett vadászkopó időközben szagot fog, és felfedezi az út szélén – egyébként ősi ellenségét – egy lesoványodott macskát.
„Bajszos” elmondja: kihullott fogai miatt nem tud egerészni, nem tud mást, mint a meleg kályha mellett dorombolni, ez azonban kevés gazdájának, vízbe akarja fojtani. A szamár úgy véli, neki is hasznát vehetik a zenekarban és velük tart. Egy parasztház udvarának kerítésén éppen egy kakas kukorékolt torkaszakadtából. Elmondja a szamárnak: rosszul jósolta meg a másnapi időjárást, ezért a gazdasszonya levest főz belőle.
A szamár – mint az állatsereglet főnöke – irgalmas hozzá is. Őt is magával viszi muzsikusnak, mondván „tarajos”-nak igazán jó hangja van! Immár négyesben – a szamár, a kutya, a macska és a kakas jutottak el késő estére egy erdőbe, ahol a szamár és a kutya leheveredtek egy fa alá, a macska és a kakas pedig felrepült az ágak közé. A fán levő bóbiskoló állatok figyelmesek lettek egy pislákoló fényre, ami egy házból jött. Ekkor az állatok izegni-mozogni kezdtek.
Szürke, a szamár, Fogdmeg, a kutya, Bajszos, a macska és Tarajos, a kakas is úgy gondolta: jobb lenne odabenn, mint kívül. A gondolatot tett követte. Tervet dolgoztak ki. A szamár hátára áll a kutya, arra a macska, tetejébe a kakas. Ebben a formában benéztek a világító ház ablakán. Dorbézoló betyárokat láttak, teli asztal mellett, csupa finomsággal. Nagy elhatározást vettek. Úgy, ahogy voltak, be az ablakon keresztül.
Ordítás, ugatás, nyávogás, kukorékolás hallatszott egyszerre. A betyárok kiugráltak az ablakon, úgy érezték: kísértet érkezett a házba. Ijedtükben az erdőbe menekültek. Miután az állat-vendégek odabenn jóllaktak, nyugovóra tértek. Pontosabban a szamár az ajtóhoz közel az udvarra heveredett, a kutya pedig a küszöbre, addig a macska a langyos hamuban fetrengett, a kakas pedig stílszerűen a kakasülőre. Csakhamar nyugovóra tértek a fárasztó nap után.
A betyárok azonban nem nyugodtak bele, hogy kikergették őket alkalmi szállásukról. A bandavezér fokozottan figyelte a házat, majd felszólította az egyik betyárt: nézze meg kik vannak benn és mi folyik ott! A betyár belopódzott egészen a konyháig, ekkor fényt akart csiholni, de a macska, megijedvén, körmeit kieresztve összekarmolta a betolakodót. A marcona haramia fejvesztve menekült. A küszöbön azonban a vén kutya beleharapott a nemkívánatos vendég lábába. Mikor ezen is túljutott, a szamár rúgott akkorát a lábába, hogy lépni alig tudott. Ekkor a kakas szállt alá, és hatalmasat csípett a gazemberbe.
A betyár szabadkozni kényszerült a bandavezérnek: „A házban egy boszorkány ül, aki összekarmolta az arcomat, az ajtónál egy ember késsel a lábamba szúrt, az udvaron szét akartak verni egy bunkóval, a tetőről pedig belém csíptek.” A betyárok még a környékről is távol tartották magukat, eszükbe sem jutott, hogy a brémai muzsikusok házát birtokba vegyék.

## Tanulság
A mese olyan állatok összefogásáról szól, akik kilátástalan élethelyzetükben legyőzik az embert. Az emberi felelősségvállalás hiánya, a kiöregedett állatoktól való megszabadulás a humánum ellenében hat. A munkára már képtelen, kitaszított állatok drámája a kilátástalan élethelyzetekre utal. Egy társadalomnak sem csak addig van szüksége az emberre, amíg hasznot hajt. A békés öregkort mindenki megérdemli.